# سیارک ۱۶۰۲۲
سیارک ۱۶۰۲۲ (به انگلیسی: 16022 Wissnergross، نامگذاری:1999CJ86) شانزده هزار و بیست و دومین سیارک کشف شده‌است که در ۱۰ فوریه ۱۹۹۹ کشف شد.
قدر مطلق سیارک برابر ۱۱.۲ است.